# Exercice Varuna

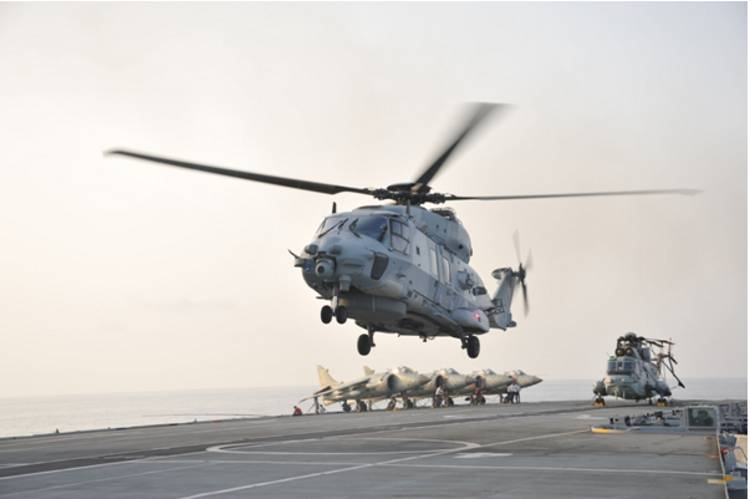
Un hélicoptère français au-dessus du pont de l' pendant l'exercice Varuna en 2015.

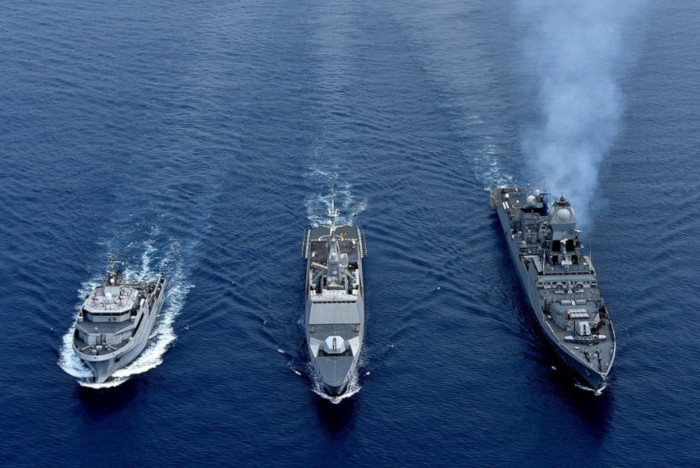
De gauche à droite le Loire, Courbet et le INS Chenai lors de l'exercice Varuna 2022.

Pour les articles homonymes, voir Varuna (homonymie).
L'exercice Varuna est un exercice militaire annuel impliquant les marines de guerre française et indienne dans l'océan Indien ou la mer Méditerranée. Organisé pour la première fois en 1998, il prend son nom actuel en 2001.